# Борислава Борисова
Борислава Борисова-Орнщайн е българска и шведска шахматистка, международен майстор при жените от 1974 г. Спечелва Първенството по шахмат на България за жени през 1976 г.
Борисова е сред водещите шахматистки в България през 1970-те години. Участва няколко пъти на финал на Първенството по шахмат и е носителка на общо четири медала от него: златен (1976), сребърен (1972, 1977) и бронзов (1975). През 1979 г. заминава за Швеция, където също се нарежда сред най-добрите шахматистки в страната. През 1974 г. става международен майстор.